# ラヨーン県

ラヨーン県
จังหวัดระยอง

- この項目は英語版を元に作成されています。

ラヨーン県（ラヨーンけん、タイ語: จังหวัดระยอง）はタイ王国・中部の県（チャンワット）の一つ。チョンブリー県、チャンタブリー県と接し、県南部ではタイランド湾とも接する。

## 歴史
タークシン王が王朝を建てる前、ビルマ軍に攻撃されて崩壊寸前のアユタヤ王朝を出奔しここでビルマ軍を迎え撃つべく海軍を組織したことが有名である。その後、タークシンはチャンタブリーで陸軍を組織しアユタヤへ向かったのは有名な話である。市内にはタークシン廟があり、救国の英雄として祭られている。

## 地理
県内の北部は丘状の地形で覆われているが、県内のほとんどは平地である。タイランド湾側には無数の島が存在するがなかでも、サメット島が観光スポットとして有名である。

## 産業
- イースタンシーボード工業団地
- アマタシティー工業団地

## 県章
|  | 県章にはサメット島が描かれている。 県木はテリハボク（Calophyllum inophyllum）である。 |

## 隣接する県
- チョンブリー県
- チャンタブリー県

## 行政区
ラヨーン県は8つの郡（アムプー）があり、さらにその下位に58の町（タムボン）と、388の村（ムーバーン）がある。
| 郡 1. ムアンラヨーン郡 2. バーンチャーン郡 3. クレーン郡 4. ワンチャン郡 5. バーンカーイ郡 6. プルワックデーン郡 7. カオチャマオ郡 8. ニコムパッタナー郡 | Map of Amphoe |